# Джордж Фіцрой, 4-й герцог Графтон
Джордж Генрі Фіцрой, 4-й герцог Графтон, KG (14 січня 1760 — 28 вересня 1844), граф Юстон до 1811 року — британський пер і політик-віг, який засідав у Палаті громад з 1782 по 1811 рік, коли він змінив цю посаду на герцогство, успадковане від батька.

## Ранні роки
Юстон був сином Августа Фіцроя, 3-го герцога Графтона, та його дружини Анни Ліделл. Він здобув освіту в школі Герроу та Триніті-коледжі в Кембриджі, де став близьким другом Вільяма Пітта Молодшого. Він одружився з леді Шарлоттою Марією Волдегрейв (1761—1808), дочкою Джеймса Волдеґрейва, 2-го графа Волдеґрейва, 16 листопада 1784 року в Нейвстоку, Ессекс.

## Політична кар'єра
З 1782 по 1784 рік Юстон був депутатом парламенту від Тетфорда, а в 1784 році він і Пітт були обрані депутатами від Кембриджського університету. Юстон займав це місце, поки не змінив свого батька на герцогстві в 1811 році. 9 травня 1803 року він був призначений заступником лейтенанта графства Нортгемптоншир.

## Родина

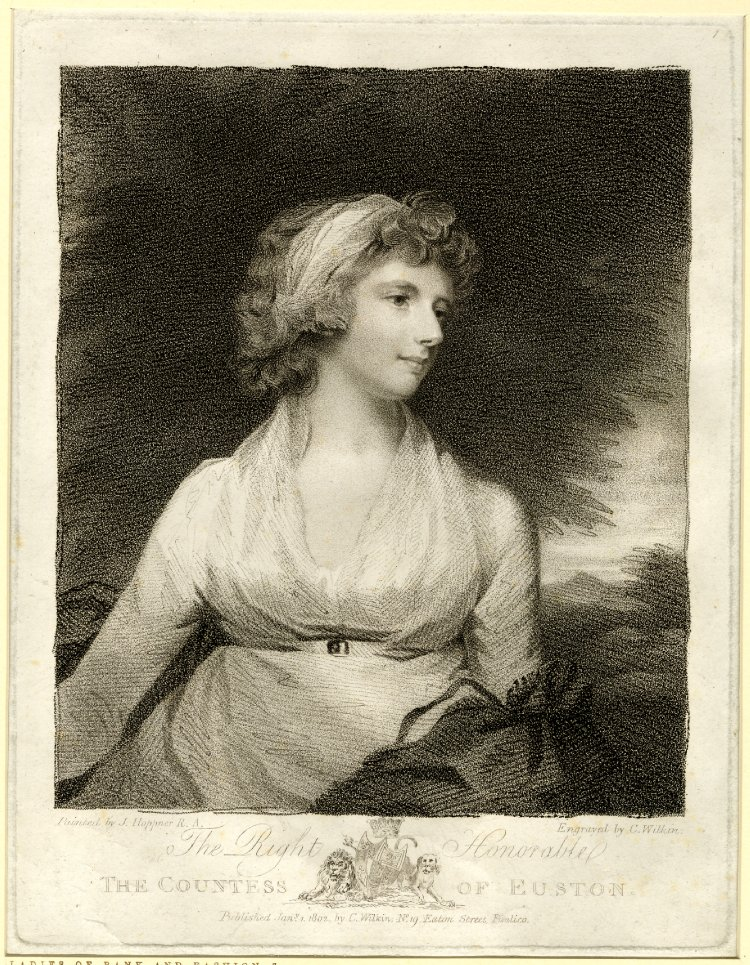
Шарлотта Марія Волдегрейв (бл. 1800), картина Чарльза Вілкіна.

Графтон помер 28 вересня 1844 року, його спадкоємцем став його син Генрі. Вони з дружиною Шарлоттою мали одинадцятеро дітей:
- Леді Марія (Мері) Енн (1785—1855), дружина сера Вільяма Огландера, 6-го баронета, мала дітей.
- Леді Джорджіана (1787—1855), неодружена
- Леді Елізабет Енн (1788—1867), дружина свого двоюрідного брата Джона Генрі Сміта, мала спадок.
- Генрі, номінований графом Юстоном, пізніше 5-м герцогом Графтоном (1790—1863)
- Лорд Чарлз Фіцрой (1791—1865), одружився з леді Енн Кавендіш (дочкою Джорджа Кавендіша, 1-го графа Берлінґтона) і мав дітей.
- Леді Ізабелла Френсіс (1792—1875), дружина Генрі Джозефа Сент-Джона (помер у 1857 р.)
- Лорд Вільям Фіцрой (1794—1804)
- Лорд Г'ю Джордж Фіцрой (1795—1797)[7]
- Лорд Річард Фіцрой (1798—1798)
- Лорд Річард Фіцрой (1800—1801)
- Лорд Джеймс Фіцрой (1804—1834)